# Babu-aha-iddina
Babu-aha-iddina (fl. XIII secolo a.C.) è stato un militare assiro.
È stato descritto come un cancelliere, sukkalmahhu, alto ufficiale, e sovrintendente del magazzino durante il regno dei seguenti tre re assiri: negli ultimi cinque anni di Adad-nirari I (1305-1274 a.C.), in tutto il regno di Šulmanu ašaredu-I (1273-1244 a.C.) e nei primi cinque anni di Tukulti-Ninurta I (1243-1207 a.C.).

## Biografia
Figlio di Ibašši-ili e nipote Nabu-le'i, celebrò il suo "anno eponimo" (il sistema di datazione usato dagli Assiri) verso la fine del regno di Adad-nārārī, come riportato da una sola iscrizione relativa alle attività di Assur-kasid figlio di Sin-apla-eris a Billa. I suoi figli, Putanu e Ina-pî-Aššur-lišlim, ebbero il loro anno eponimo durante l'inizio del periodo di mezzo del regno di Šulmanu-ašaredu o forse precedentemente, in quello di Tukulti-Ninurta, per quanto riguarda Ina-pî-Aššur-lišlim. La sua parentela femminile comprende Marat-ili e Mushallimat-Ishtar. Forse la prima apparizione del suo nome è in una tavoletta che si suppone sia una copia di un trattato tra Adad-nārārī e il re cassita di Babilonia, Kadašman-Turgu.

### Archivio 14410
In un archivio specifico numerato 14410, costituito da 49 tavolette e frammenti risalenti ad un periodo compreso tra il 1253 a.C. e il 1217 a.C., l'archivio fu ritrovato nel 1908 a settembre, durante gli scavi archeologici ad Assur, l'antica capitale dell'Assiria, vicino ad un altro reperto storico numerato 14630, il luogo del ritrovamento è collocato a sud ovest di un tempio di Nabu e a nord est di un edificio monumentale associato al nome di Bābu-aǎa-iddina. In questo archivio sono presenti 15 eponimi che coprono un periodo di oltre 35 anni.